# Miss Europa 2002
La Versión 57.ª del Concurso Miss Europa correspondiente al año 2002, fue llevado a cabo en el Centro de Exhibición y Cultura Internacional en Beirut.
La Ganadora de la corona más codiciada de Europa fue la modelo Svetlana Koroleva de nacionalidad Rusa. Miss Europa 2001 Elodie Gossuin de Francia coronó a la nueva soberana de la belleza europea el día 28 de diciembre en 2002.

## Resultados
| Posiciones        | Delegada |
| ----------------- | --- |
| Miss Europa 2002  | - Rusia - Svetlana Koroleva |
| Primera Finalista | - Alemania - Natascha Börger |
| Segunda Finalista | - Turquía - Esra Eron |
| Tercera Finalista | - Países Bajos - Kim Kotter |
| Cuarta Finalista  | - Rumania - Adina Dimitru |
| Top 10            | - Dinamarca - Tina Chriestensen - Estonia - Svetlana Makaritseva - Francia - Louise Prieto - Reino Unido - Yana Stand - Polonia - Manika Angermann    |
| Top 15            | - Bielorrusia - Olga Nevdakh - Chipre - Valentina Christofourou - Grecia - Georgia Miha - Lituania - Raimonda Valinciute - Ucrania - Kataryna Kambova |

## Significación Histórica
- Los Países que se colocaron en el top 15 como lo hicieron el año anterior fueron: Francia , Grecia , Polonia , Rusia , Turquía y Ucrania.
- Bielorrusia último puesto en 1999.
- Chipre colocado por primera vez.
- Holanda último puesto en 1993

## Concursantes
| Albania - Anjeza Maja Armenia - Kristina Babayan Austria - Nicole Kern Bielorrusia - Olga Nevdakh Bélgica - Sundus Madhloom Bosnia y Herzegovina - Branka Cvijanovic Bulgaria - Svelina Stoyanova Croacia - Ivana Cernok Chipre - Valentina Christofourou República Checa - Radka Kocurova Dinamarca - Tina Christensen Estonia - Svetlana Makaritseva Finlandia - Katariina Kulve Francia - Louise Prieto Georgia - Natalia Marikoda Alemania - Natascha Börger Reino Unido - Yana Booth Grecia - Georgia Miha | Países Bajos - Kim Kötter Hungría - Edit Fried Islandia - Berglind Óskarsdóttir Letonia - Zanda Zarina Lituania - Raimanda Vlinciute Malta - Tiziana Mifsud Moldavia - Elena Streapunina Noruega - Fay Larsen Polonia - Monika Angermann Rumania - Adina Dimitru Rusia - Svetlana Koroleva San Marino - Melania Astolfi Eslovaquia - Hnana Burianova España - Gemma Ruiz García Turquía - Esra Eron Ucrania - Kataryna Kambova Yugoslavia - Olga Bozovic |